# Sint-Vaastkerk (Hondschote)
De Sint-Vaastkerk (Frans: Église Saint-Vaast) is de parochiekerk van de stad Hondschote, gelegen aan het Place du Général De Gaulle, in het Franse Noorderdepartement.
Het betreft een bakstenen gotische hallenkerk welke in 1513 gebouwd zou zijn. In dat jaar werd ook de 82 meter hoge toren, genaamd Witte Torre, gebouwd in witte bakstenen. Deze kerk heeft een merkwaardige hoge stenen spits. In 1566 werd de kerk geplunderd door de geuzen, en barstte de Beeldenstorm in de omgeving los. In 1582 brandde de kerk uit, maar de toren bleef gespaard. In 1620 was de kerk weer hersteld.

## Interieur

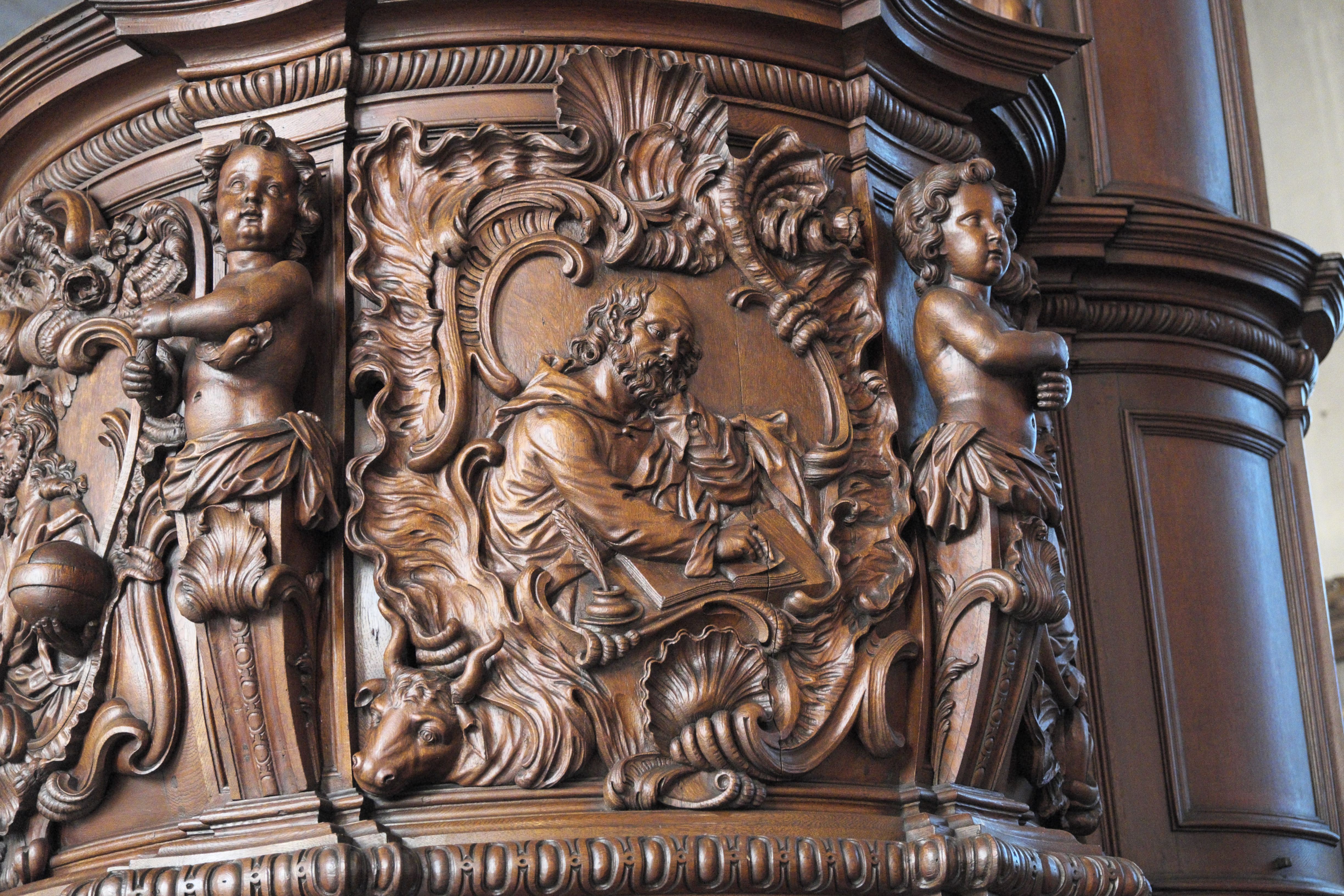
Preekstoel (detail)

Het Sint-Sebastiaanaltaar heeft houtsnijwerk in Lodewijk XIV-stijl en wordt beheerd door het in 1586 opgerichte boogschuttersgilde. Het Altaar der Zielen, oorspronkelijk van 1673, is in Lodewijk XV-stijl en heeft een beschilderd paneel dat de Uitstorting van de Heilige Geest boven de Apostelen verbeeldt.
Onder het hoofdaltaar is een nicht van Jan Baert begraven, waarop een grafsteen wijst.
De preekstoel is van 1755 in rococostijl. De lambrisering werd aangebracht in 1737-1755 en bevat een aantal ingewerkte biechtstoelen. De communiebank is van 1746. De orgelkast werd tussen 1611 en 1613 gebouwd in renaissancestijl. In 1737 werd het deels vervangen door een orgelkast in Lodewijk XV-stijl.